# 加保茶元成
加保茶 元成（かぼちゃ の もとなり、宝暦4年（1754年） - 文政11年6月12日（1828年7月23日））は、江戸時代中期の狂歌師。江戸新吉原の妓楼「大文字屋」の主人。名は市兵衛、別号を文楼。

## 概要
生家は岡本氏。新吉原京町一丁目の妓楼「大文字屋」の初代・村田市兵衛の姪・まさ（狂名・秋風女房）を妻に迎え、婿養子として養父・大文字屋文楼と同名を称した。
天明期における代表的な狂歌師として活躍した。天明3年（1783年）江戸狂歌が流行すると、扇屋宇右衛門（棟上高見）・大黒屋庄六（俵小槌）・蔦屋重三郎（蔦唐丸）・養母の仲（相応内所）らとともに吉原連を結成。自らその主宰となり、逍遥楼と名付けた別宅でしばしば狂歌会を開いた。歌集に『上餡集』がある。狂歌会を催す際に参加者が扮装する習慣を持ち、自らも覆面をして登場することがあったという。この集まりは当初、大文字屋で行われていたが、のちに菊場屋（松葉屋の仮名ともされる）へと移動し、恋川春町や手柄岡持らが二次会を催したとされる。 古銭の収集・鑑定家としても知られた。

## 関連作品
- べらぼう〜蔦重栄華乃夢噺〜（2025年、NHK大河ドラマ） - 演：伊藤淳史[注釈 1] ※役名は二代目 大文字屋市兵衛